# Legile celor XII table

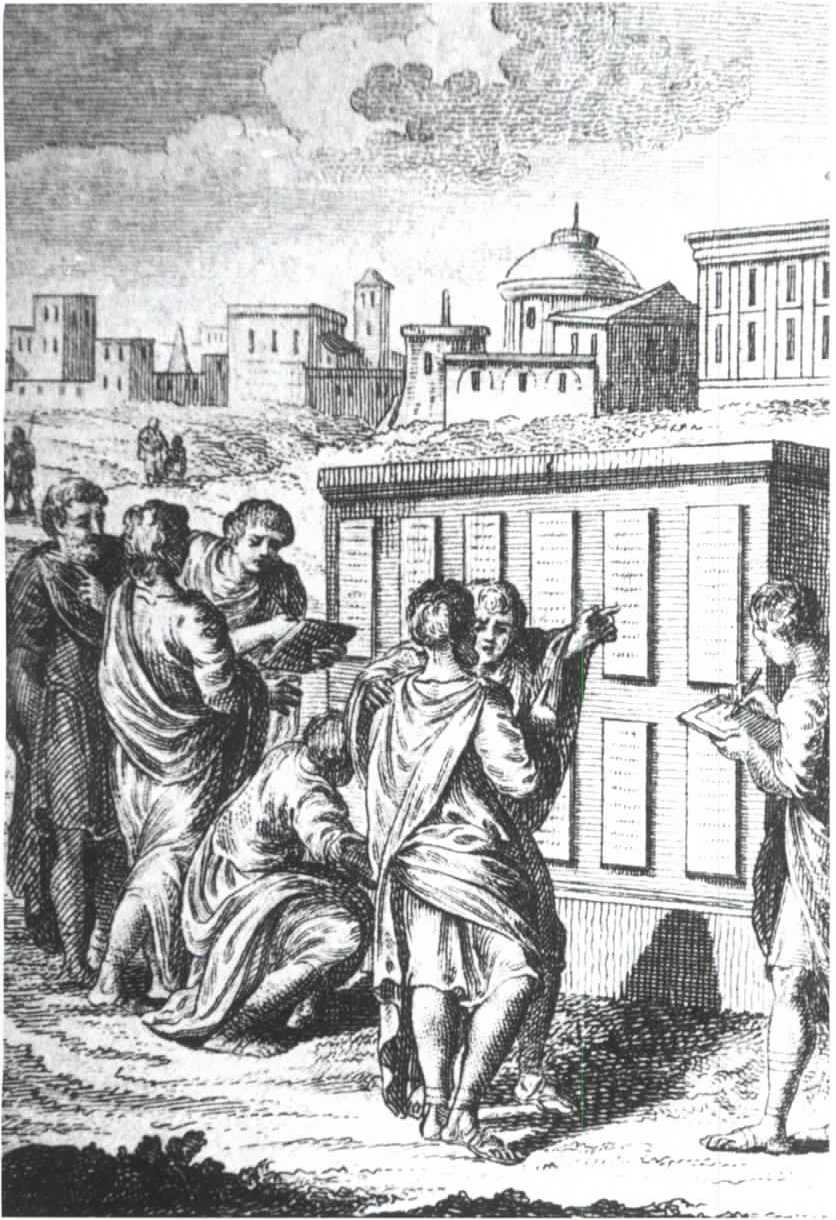
Tablele de bronz pe care erau scrise legile erau expuse în Forumul roman, unde puteau fi consultate.

Legile celor XII table (în latină Lex Dvodecim Tabvlarvm sau, mai simplu, tot în latină Dvodecim Tabvlae) este primul cod scris de legi romane (lat. ius scriptum).
Redactarea lor constituie actul fondator al ius scriptum, „dreptul scris”. Corpusul a fost redactat de un colegiu de decemviri între anii 451 î.Hr. și 449 î.Hr. Apariția acestor legi scrise marchează o anumită laicizare a dreptului roman, în raport cu ius oral practicat anterior.

## Context
După suspendarea Constituției Republicii Romane în 451 î.Hr., legile au fost formulate în 450 - 449 î.Hr. de două consilii de zece persoane (lat. Decemviri legibus scribundis), numite în doi ani succesivi cu sarcina de a pregăti un cod de legi scrise, și adoptate în 449 î.Hr. 
Codul de legi a stat la baza dreptului roman, dezvoltat continuu de magistrați (de exemplu, de pretori în ius honorarium) și de juriști, cu legislația necesară odată cu expansiunea Romei (reglementarea contractelor comerciale, administrarea provinciilor, drepturile locuitorilor care nu erau cetățeni, etc.). 
Legile celor XII table au reprezentat culminarea conflictului social purtat de mai multe generații între patricieni și plebei, ce a constat în încercarea celor din urmă de a obține mai multe drepturi în cadrul statului roman. Odată cu înființarea instituțiilor dedicate în mod exclusiv plebeilor, precum tribunul plebeilor, a apărut necesitatea publicării normelor de drept și principiilor în vigoare, cu scopul ca acestea să poată să satisfacă necesitățile subiecților lor.
Unele precepte legale din Legile celor XII table au rămas în vigoare până la  Codul de legi al sfântului Împărat Iustinian I cel Mare, care a reafirmat jurisprudența romană clasică după decăderea de la mijlocul secolului al III-lea.

## Conținut
Legile celor XII table exprimă un compromis între patricieni și plebei, din perioada în care Roma era un oraș-stat relativ mic. Ele sunt cunoscute fragmentar, din citate sau comentarii. 

### Procedura legală (tablele I și II)
Orice persoană trebuie să îl urmeze pe acuzator în fața magistratului.
„Dacă ești chemat în judecată, mergi.” . 
„Dacă i se încălzesc picioarele [o ia la goană], pune mâna pe el.” 
Un magistrat definea obiectul disputei în această primă întâlnire cu părtile implicate (litis contestatio). Ca și in alte coduri de legi contemporane, formulările legale erau orale, solemne și fixe (legis actio), dar, spre deosebire de alte coduri, ele erau clare și puține la număr. 
„Dacă se împacă, proclamă asta.” 
În caz contrar, părțile se prezentau în fața unui comitet sau în Forum. Magistratul numea un judecător (iudex), care de obicei nu avea o pregătire juridică specială (judecătorii devin profesioniști în perioada imperială târzie) și care prezida procesul propriu-zis, unde se prezenta evidența și se ascultau martorii. 
„După-amiază începe procesul.” 
„Dacă ambele părți sunt prezente, disputa este decisă la apusul soarelui.” 

### Datorii (III)
Pedepsele în cazuri civile erau de obicei amenzi sau confiscarea proprietății. 
„Cel care a recunoscut [o datorie] în judecată, are 30 de zile [pentru plata ei].” 
Neplata datoriilor dădea creditorului dreptul de a-l ține pe datornic legat sau în lanțuri. 

### Familie (IV) și moștenire (V)
„Femeile, chiar și cele majore, sunt sub tutelă.” 

### Bunuri (VI) și bunuri imobiliare (VII)
Exemple concrete sunt preferate unor concepte generale.
„Este permisă colectarea fructelor căzute pe un teren străin.” . 
„Dacă un copac de pe un teren vecin este înclinat de vânt pe terenul tău, poți să îl îndepărtezi acționând în dreptul tău.” 

### Delicte civile (VIII)
Tablele conțin și expediente obișnuite pentru acea perioadă.
„Dacă cuiva i-a fost rupt un braț sau picior și nu există o înțelegere amiabilă între victimă și acuzat, atunci se aplică răzbunarea.”  

### Principii constituționale (IX)
Toți cetățenii sunt egali în față legii (gr. isonomia). Noi legi nu pot fi propuse pentru a obține un privilegiu.
„Nu cere [un privilegiu].”
„Nu te înfierbânta.” 

### Rituri funerare (X)
„Un mort nu poate fi înmormântat sau cremat în Oraș.” 

### Căsătorie (XI)
„Căsătoriile plebeilor cu patricienii sunt interzise.” 

### Crime (XII)
„Dacă cineva a revendicat în mod fals un bun ... sunt numiți trei judecători ... sancțiunile sunt stabilite la dublul pagubelor.” 

### Lucrări generale
- en  Oxford Classical Dictionary, 1948;
- fr  Grimal, Pierre (1981), La civilisation romaine (în franceză), Paris: Flammarion, ISBN 2-08-081101-0;
- fr  Le Glay, Marcel (2005), Rome, Grandeur et Déclin de la République (în franceză), Paris: Perrin, ISBN 2-262-01897-9;
- en  Tellegen-Couperus, Olga (1993), A Short History of Roman Law;
- fr  Girard, P. F. (1977), Les lois des Romains, Naples;
- fr  Christol, Michel (2003), Rome et son empire, des origines aux invasions barbares (în franceză), Paris: Hachette, ISBN 2-01-145542-1.

### Lucrări despre lege
- en  Poste, E.; revizuită de Whittuck, E. A.; Institutes of Roman law by Gaius, Clarendon Press, Oxford, 1904;
- fr  Schiavone, Aldo (2008), Ius : L'invention du droit en Occident (în franceză), Paris: Belin, ISBN 978-2-7011-4419-1